# Ramalde
Ramalde é uma localidade portuguesa, sede da freguesia homónima do município do Porto, com 5,68 km² de área e 38 847 habitantes (censo de 2021), tendo, por isso, uma densidade populacional de 6 839,3 hab./km².

## Demografia
A população registada nos censos foi:
Nota: Nos censos de 1864 a 1890 pertencia ao concelho de Bouças (atualmente Matosinhos). Pelo decreto nº 40.526, de 08/02/1956, foram-lhe fixados os atuais limites.
| Distribuição da População por Grupos Etários | Distribuição da População por Grupos Etários | Distribuição da População por Grupos Etários | Distribuição da População por Grupos Etários | Distribuição da População por Grupos Etários |
| -------------------------------------------- | -------------------------------------------- | -------------------------------------------- | -------------------------------------------- | -------------------------------------------- |
| Ano                                          | 0-14 Anos                                    | 15-24 Anos                                   | 25-64 Anos                                   | > 65 Anos                                    |
| 2001                                         | 5573                                         | 4884                                         | 20822                                        | 6368                                         |
| 2011                                         | 5420                                         | 3974                                         | 21201                                        | 7417                                         |
| 2021                                         | 5079                                         | 4066                                         | 20517                                        | 9185                                         |

## História
A freguesia de São Salvador de Ramalde é mencionada pela primeira vez com o nome arcaico de Rianhaldy, nas Inquirições de D. Afonso III, em 1258. Porém, já aparece citada anteriormente, como lugar, num documento de 1222 em que a rainha D. Mafalda faz uma doação ao Mosteiro de Arouca.
A origem e crescimento do povoado de Rianhaldy perde-se nos tempos, antes da fundação da monarquia portuguesa, provavelmente entre 920 e 944, data em que chegaram ao território os monges de S. Bento. Assim começaria a história do julgado de Bouças e do seu antiquíssimo mosteiro beneditino. Este território pertenceu ao Padroado Real de D. Sancho I que depois o doou, em 1196, a sua filha D. Mafalda.
Na época de D. Sancho II o território denominava-se Ramunhaldy e era constituído por cinco lugares: Francos, Requezendi, Ramuhaldi Jusão e Ramuhaldi Susão (atualmente Ramalde do Meio).
Entre 1230 e 1835 pertenceu ao extinto concelho de Bouças, o qual integrava também S. Mamede de Infesta, Matosinhos, Foz do Douro e um conjunto de vinte povoações.
Em 1895 foi integrado no concelho (tual município) do Porto, como freguesia. Os seus limites eram assim definidos: a Norte o concelho de Matosinhos (Bouças); a Sul Lordelo do Ouro; a levante Paranhos e Cedofeita e a poente Aldoar.

## Evolução demográfica
É muito difícil caraterizar demograficamente e com precisão esta freguesia antes do final do século XIX. No entanto, pode dizer-se que em épocas anteriores Ramalde comportava uma população considerável, em 1757 possuía 407 fogos e em 1855 cerca de 600. Por outro lado, o forte crescimento da natalidade e a baixa taxa de mortalidade indiciam um incremento populacional, sendo, desde os últimos anos, a única freguesia do concelho do Porto a crescer em população (1.212 eleitores entre 2009 e 2017).
No período que medeia entre os finais do século XIX e até 1991, devido à recolha de dados do "Censos", já é possível fazer uma análise mais rigorosa da evolução demográfica, em dois períodos:
Até finais do século XIX, fase que se carateriza pela inexistência de "Censos", o primeiro; e o segundo, a partir de finais do século XIX , até à atualidade quando já existem "Censos" para o estudo dessa evolução. Entre 1864 e 1981, S. Salvador de Ramalde manteve sempre um crescimento populacional positivo, muito elevado em certos períodos. No entanto, curiosamente, os "Censos" preliminares de 1991 apontam, pela primeira vez, para uma taxa de crescimento populacional negativa. Analisando este segundo período, temos o seguinte quadro evolutivo:
Entre 1864 a 1900, um crescimento para mais do dobro. Este facto pode explicar-se pelo arranque do setor industrial e pela mobilização de uma crescente mão-de-obra que veio fixar-se em Ramalde.
Entre 1940 e 1950 e de 1960 a 1970, a população apresenta ritmos de crescimento que variam entre os 38,7% e os 44,5%, respetivamente. No período correspondente a 1940 e 1950, este acréscimo pode talvez ser explicado pelo afluxo migratório das zonas rurais para as zonas urbanas.
Para o período de 1960 e 1970, pode estabelecer-se uma relação de crescimento populacional com o desenvolvimento industrial que terá conduzido à fixação de mão-de-obra junto das unidades industriais. Porém, não deve ser alheio a este crescimento a implantação de grande número de bairros de habitação social para resolver o alojamento de franjas da população deslocadas do centro do Porto, que apresentava já, nesta fase, indícios de saturação.
- Aceleração do urbanismo na atualidade

O modo de vida de S. Salvador de Ramalde reflete um processo de descaraterização  sociocultural, em grande parte devido à aceleração da urbanização, nomeadamente a partir da década de 60.
Hoje o número de indivíduos que trabalham no setor primário é praticamente nulo (nos "Censos" de 1991, apenas 55) com os traços culturais desta ruralidade a perderem-se, sendo desconhecidos entre a população mais jovem. Atualmente, 61,7% da população trabalha no setor terciário, seguindo-se 38,4% no setor secundário.
Nota-se, também, uma quebra de sociabilidade e relação de vizinhança, o que poderá ser explicado, em grande parte, por uma percentagem significativa da população ativa a trabalhar fora da freguesia, mantendo, assim, contactos privilegiados em diferentes espaços. A abertura de importantes ligações rodoviárias - que interessam mais ao Grande Porto do que propriamente à população de Ramalde - também não favorece, antes pelo contrário, relações tradicionais de vizinhança e solidariedade.
- Habitat e Urbanismo

No início da industrialização da freguesia a habitação operária designava-se por "ilha", um tipo de alojamento muito precário, mas que permitia fixar mão-de-obra a baixo custo. Por outro lado, ao patronato industrial vinha associado o crescente desenvolvimento de uma burguesia portuense industrial.
Estas "ilhas" eram também a única alternativa para uma incipiente classe operária com muito baixo poder de compra, dada a prática corrente de baixos salários no início da industrialização no princípio do século XX. Por fim, no plano de melhoramento da cidade em 1956 e depois, no PDM de 1962, a freguesia de Ramalde perde definitivamente a sua face rural e camponesa, tornando-se num espaço de preferência e apetência residencial e para o setor secundário.
Os Planos referidos fizeram evoluir o centro da cidade do Porto para uma progressiva terciarização enquanto as zonas periféricas, como Ramalde, passaram a funcionar como espaços residenciais e crescimento do setor dos secundário, hoje já quase extinto (resistem maia dúzia de indústrias, a RAR, refinaria de açúcar e a Pinto & Cruz dos elevadores, as mais conhecidas).
No que diz respeito aos espaços residenciais surgem novas realidades habitacionais que, de certo modo, pretendem substituir as "ilhas" da primeira fase: as habitações sociais. Este tipo de habitação pretende dar resposta ao aumento populacional da cidade numa época em que se põe em prática uma política de transferência administrativa de setores de população do centro da cidade para a periferia, especialmente os que provêm de zonas degradadas.
A habitação social marca profundamente a ocupação na freguesia de Ramalde que se organiza fundamentalmente a partir da década de 60. Em contrapartida e sem explicação, embora tenha sido Ramalde um território de planície fortemente rural e campestre, não houve então a preocupação de manter espaços verdes, em toda a freguesia apenas existem duas zonas de lazer, a Casa e Quinta da Prelada, propriedade que foi da família Noronha e Távora e é hoje pertença da Santa Casa da Misericórdia do Porto e, mais adiante, os terrenos municipais fronteiriços à Casa e Quinta do Rio (ou do Viso), esta também propriedade privada que, tal como aquela e a Casa e Quinta de Ramalde eram casas senhoriais e quintas rurais de grande tradição no passado. A entrada principal da freguesia abre-se para a rua do Monte dos Burgos, na saída para a Maia e Viana do Castelo já do lado Norte da Via de Cintura Interna (VCI), que a dividiu com todos os inconvenientes daí resultantes. Aliás, por ser uma freguesia recente no Porto e em grande expansão desde novembro de 1895 (finais do séc. XIX), aquando da reforma de Mouzinho da Silveira, não foi só a VCI que a esventrou muitos anos mais tarde, também a construção da Avenida AEP e em substituição do antigo ramal do caminho de ferro Porto-Póvoa, a instalação da linha do Metro que deveria ter sido enterrada. Temos assim que é Ramalde a principal vítima de uma falta de visão estratégica a que mais sofre, uma freguesia meio emparedada na sua centralidade e, consequentemente, com grandes dificuldades de acesso e na mobilidade de pessoas e trânsito de viaturas.
Existem doze bairros de habitação social: Pereiró, e Campinas (o maior da cidade), Ramalde, Viso, Francos, Ramalde do Meio, Santo Eugénio, Correios, Previdência, os principais. Encontramos também habitação social privada mas degradada, as "ilhas" nas zonas de Pedro Hispano, Augusto Gil e João de Deus, Francos, Ramalde do Meio, Requesende, Pedro de Sousa e Pereiró.
A par deste tipo de habitação aparecem as áreas residenciais de luxo marginais à Avenida da Boavista no Bessa,  no parque residencial da Boavista (Foco), nas ruas Pinheiro Manso, S. João de Brito, Mota Pinto, Cassiano Barbosa, S. João Bosco, Beato Inácio de Azevedo e Avenida de Antunes Guimarães, no limite poente, ente outras. Repare-se que estas  zonas se situam nos limites da freguesia, a Sul e Leste, a freguesia é limitada a norte pela estrada da Circunvalação, a sul pela Avenida da Boavista, a nascente pela rua Monte dos Burgos e a poente pela já referida Antunes Guimarães.
Há um outro tipo de urbanismo representado pela Cidade Cooperativa da Prelada, inaugurada em 22 de Julho de 1993, também marginal à VCI, à esquerda, quem sobe para a zona das Antas. Trata-se de um complexo habitacional construído por uma união de cooperativas de que faziam parte "Sete Bicas", "Ceta", "Hazal", "Portocoop", "Santo António das Antas", "Santo Ildefonso", "Solidariedade e Amizade", tendo como vizinha uma outra urbanização cooperativa, a "Nova Ramalde". O grande surto da habitação cooperativa surgiu logo após a revolução de Abril de 1974.
Na década de 90, também as cooperativas " Habecê " e " Nortecoop", decidem construir habitações na freguesia, nomeadamente a norte, na zona do Viso.
A primeira cooperativa constrói dois edifícios na Rua Cidade do Recife (junto ao Bairro do Viso). O primeiro é inaugurado em 1994 com cerca de 72 fracções (dois estabelecimentos incluídos), já o segundo com apenas 34 fracções e um estabelecimento.
Já a "Nortecoop" constrói um complexo habitacional na Rua Direita do Viso, com cerca de 300 fracções, contribuindo assim para aumento de número significativo de residentes na freguesia.

## Património

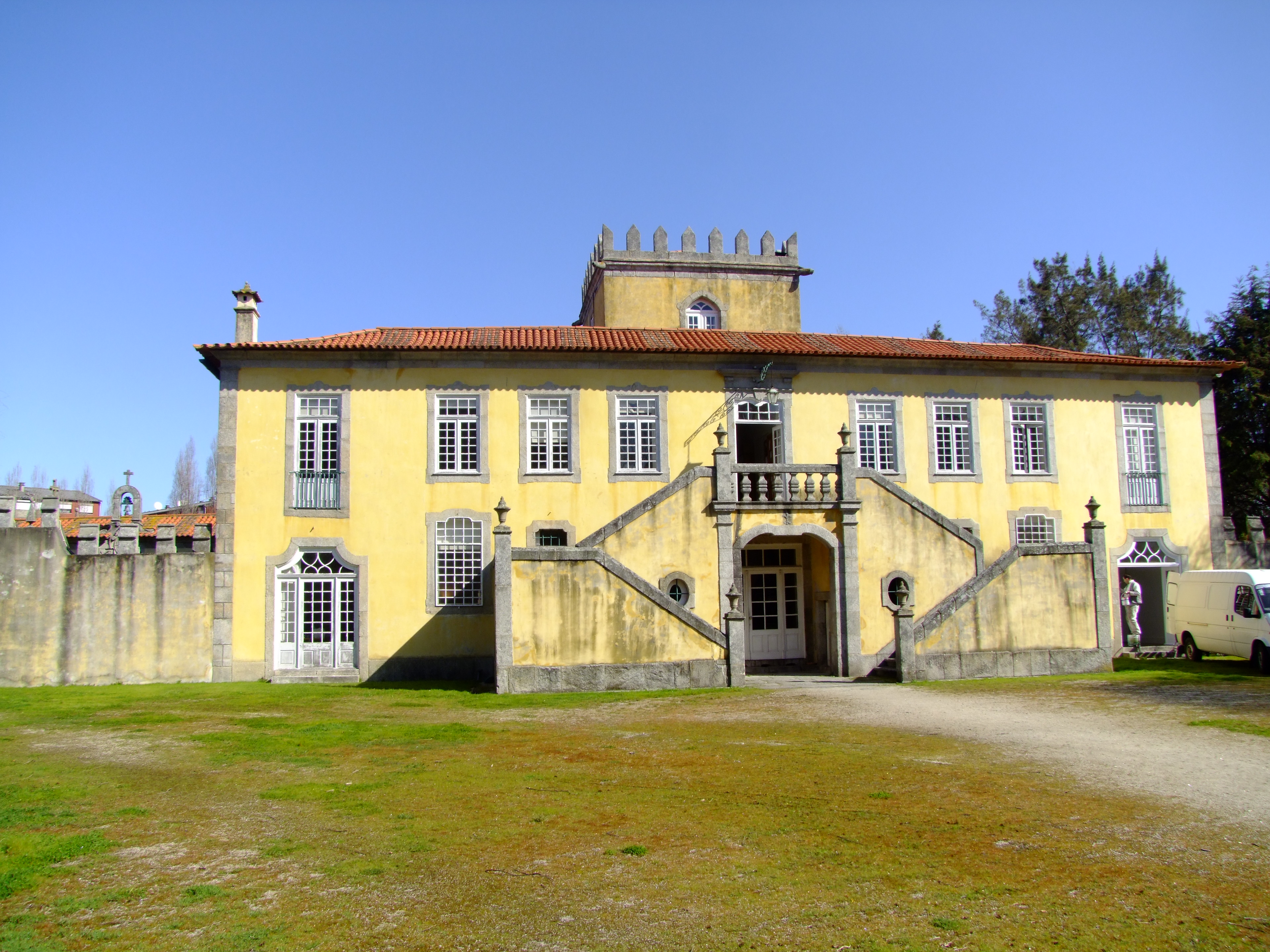
Casa de Ramalde

### Classificado peloIGESPAR
- Casa da Prelada (incluindo mata e jardim)
- Casa de Ramalde (sedia atualmente a DSBC - Direcção de Serviços de Bens Culturais)[5]
- Quinta da Prelada (lago, fontes e escadaria)
- Quinta do Viso ou Quinta do Rio (casa)
- Conjunto urbano da Avenida da Boavista (prédios 2402 a 2806)
- Escola Secundária de Clara de Resende

### Referenciado peloIHRU
- Edifício nº 11965 na Estrada da Circunvalação
- Edifício nº 14075 na Estrada da Circunvalação
- Edifício Quatro Casas na Avenida da Boavista, 2450/2460
- Quinta de Ramalde

### Outro património
- Estádio do Bessa Século XXI
- Imóvel na Rua 5 de Outubro nº 444

## Estabelecimentos religiosos

### Igrejas
- Igreja da Nossa Senhora da Boavista
- Igreja nova de Ramalde
- Igreja de Ramalde (antiga)
- Igreja de São Paulo do Viso
- Igreja da Nossa Senhora do Porto

### Capelas
- Capela da Casa de Ramalde
- Capela em ruínas da Quinta do Viso ou Quinta do Rio
- Capela da Ressurreição (Pobres do Calvário do Carvalhido)
- Capela do Lar das Irmãzinhas dos Pobres (ou do Pinheiro Manso)
- Capela do antigo Convento das Carmelitas (rua da Travagem)

## Ensino

### Universidades
- EGP-University of Porto Business School (EGP-UPBS)

### Jardins de Infância e Escolas
- Escola Básica do 1º Ciclo e Jardim de Infância Padre Américo (Bairro de Francos)
- Escola Básica do 1º Ciclo e Jardim de Infância das Campinas (Bairro das Campinas)
- Escola Básica do 1º Ciclo e Jardim de Infância das Cruzes
- Escola Básica do 1º Ciclo e Jardim dos Correios
- Escola Básica do 1º Ciclo e Jardim de Infância de João de Deus (Rua João de Deus)
- Escola Básica do 1º Ciclo e Jardim de Infância da Vilarinha (Rua do Douro)
- Escola Básica do 1º Ciclo e Jardim de Infância do Viso (Bairro do Viso)
- Escola Básica do 1º Ciclo e Jardim de Infância dos Castelos (Rua Castelo de Guimarães)
- Escola Básica do 2º e 3º Ciclo do Viso
- Escola Básica do 2º e 3º Ciclo de Maria Lamas (Travessa da Prelada)
- Escola Básica do 2º e 3º Ciclo e Formação de Adultos Fontes Pereira de Melo (Rua 1º de Janeiro)
- Escola Secundária de Clara de Resende (Rua 1º de Janeiro)

### Estabelecimentos de ensino privados
- Colégio de Nossa Senhora do Rosário (Avenida da Boavista)
- Escola Infantil “A Flor”
- Colégio Santa Rita de Expoente, Mais, Lda.
- Infantário O Sininho
- Infantário Mimos
- Colégio Espinheira Rio
- Externato S. João de Brito
- Jardim-de-infância do Viso/Asas de Ramalde
- Jardim-de-infância Acácio Gomes
- Infantário Nossa Senhora de Fátima
- Pequenos Talentos
- Associação Nova Aurora
- Casa do Cuco
- O Patati
- Fantasias, Lda.

## Bairros
- Bairro da Previdência
- Bairro das Campinas (Eng. Arantes de Oliveira)
- Bairro Central de Francos
- Bairro das Cruzes
- Bairro de Francos
- Bairro do Grémio dos Armazenistas de Mercearia
- Bairro de Pereiró
- Bairro da Prelada
- Bairro de Ramalde
- Bairro de Ramalde do Meio
- Bairro de Santo Eugénio
- Bairro da Vilarinha
- Bairro do Viso

## Associações Desportivas e Coletividades
- Ramaldense Futebol Clube
- A Restauradora em Ramalde
- Asas de Ramalde - Associação Solidariedade e Acção Social de Ramalde
- ADDIM - Associação Democrática de Defesa Interesses e da Igualdade das Mulheres
- Associação Columbófila de Pereiró
- Associação de Deficientes das Forças Armadas (ADEFA)
- Associação de Moradores do Bairro Central de Francos
- Associação de Moradores Torre 4 do Viso
- Associação de Moradores da Zona de Francos
- Associação dos Sinistrados do Trabalho
- Associação Social, Cultural e Desportiva do Bairro do Viso
- Atlético Clube do Carvalhi
- Boavista Futebol Clube
- Casa Juventude do Viso
- CB. Os Camurças
- CECDAL – Clube de Educação, Cultural, Desportiva e Ar livre da APPACDM
- Centro Associativo dos Blocos Residenciais da Prelada
- Centro Social do Conjunto Habitacional de Augusto Gil
- Associação Recreativa e Desportiva “O Refúgio”
- Onda Aberta – Associação
- Grupo de Jovens da Paróquia da Boavista
- Clube Sportivo Nun'Álvares
- Clube Bicicletas do Porto
- Comissão de Condomínios do Parque Habitacional da Prelada
- Conjunto Dramático 26 de Janeiro
- Cooperativa de Habitação da Boavista
- Exército da Salvação
- Ginásio da Ponte Futebol Clube
- Grupo Desportivo, Recreativo e Cultural do C. Social Bairro de Francos
- Grupo Desportivo e Cultural da Paróquia da Boavista
- Grupo Desportivo e Cultural Sto. Eugénio
- Grupo Desportivo de Francos
- Grupo Desportivo do Viso
- Grupo de Teatro “Olho Vivo”
- Lar de Idosos das Irmãzinhas dos Pobres
- "Os Telhudos de Ramalde"
- União das Associações de Ramalde

## Arruamentos
A freguesia de Ramalde contém 272 arruamentos. São eles:
| - Alameda de Aquilino Ribeiro | - Rua da Travagem - Rua de Anastácio Ramos - Rua de António da Silva Marinho - Rua de António Pinto Machado - Rua de António Saldanha - Rua de António Sérgio - Rua de Arquitecto João Andresen - Rua de Artur Loureiro - Rua de Augusto Gil - Rua de Azevedo Coutinho - Rua de Baião - Rua de Belos Ares - Rua de Bordeaux - Rua de Bouças - Rua de Campos Monteiro - Rua de Cinco de Outubro² - Rua de D. António Ferreira Gomes - Rua de D. Estêvão da Gama - Rua de D. Jerónimo de Azevedo - Rua de D. João Coutinho - Rua de Daniel Filipe - Rua de Delfim Ferreira - Rua de Diogo de Noronha - Rua de Domingos Machado - Rua de Domingos Sequeira² - Rua de Eduardo Allen - Rua de Eugénio de Castro - Rua de Felgueiras - Rua de Felizardo Lima - Rua de Fernandes Costa² - Rua de Fernando Pessoa - Rua de Ferreira de Castro | - Rua de Francos | - Rua do Aviador Sarmento de Beires | - Rua dos Choupos |

1Partilhada com a freguesia de Aldoar.
²Partilhada com a freguesia da Cedofeita.
³Partilhada com a freguesia de Lordelo do Ouro.
4Partilhada com a freguesia de Massarelos.
5Partilhada com a freguesia de Nevogilde.
6Partilhada com a freguesia da Campanhã.
7Partilhada com a freguesia de Paranhos.
8Partilhada com a freguesia da Sé.